# 池田裕子
池田 裕子（いけだ ゆうこ、1987年5月6日 - ）は、日本のモデル、アイドル、女優。神奈川県横浜市出身。ベリーベリープロダクションに所属していたが、現在はフリー。

## 略歴
東京造形大学造形学部デザイン学科卒業。
芸能事務所は、2014年12月31日までヒラタオフィスに所属していた。
ミスFLASH2013 グランプリ受賞。25歳9カ月（グランプリが発表された2013年2月4日時点）での受賞は当時ミスFLASH史上最年長であった。

## 人物
- 中学校時代にBL漫画と出会って以来の腐女子である。
- 中学・高校の6年間を女子校で過ごした。快活な学生で、その間、生徒会長も務めていた[7]。
- 趣味は映画、落語、アニメ、占い。特技はイラスト、手芸、マンガを描く[3]。
- 大学卒業時に学芸員資格を取得している[8]。また、2016年3月18日にはサウナ・スパ 健康アドバイザーの資格を取得した[9]。
- 生まれは島根県の隠岐諸島。両親も島根県の隠岐諸島出身[10]。 3歳年上の姉と3歳年下の弟がいる[11]。
- ミスFLASH2013に選ばれた際の公約として"虫を食べること"を宣言していた。その後、ミスFLASH2013グランプリ発表記者会見の特技披露コーナーにおいて、特技ではないにもかかわらず"昆虫食"に挑み、バッタやミールワームを涙ながらに食し公約を実行した[12] 。なお受賞の言葉は「池田裕子25歳、まだ誰のものでもありません。三度の飯よりボーイズラブが好きです」[13]。
- 2013年10月、ヤングアニマル「NEXTグラビアクイーンバトルセカンドシーズン」に上野勇推薦でエントリー。
- カラオケ館銀座総本店に名前の刻印されたゴールドのマイマイクが飾られている[14]。
- 横浜DeNAベイスターズのファン。
- 2022年10月、首の骨を折る事故に遭った[15]。

## 出演

### テレビ
- アイドル☆リーグ!（2009年7月5日 - 2012年3月23日、日テレプラス）
- アイドル☆リーグ!（2009年7月29日 - 2014年3月20日、日本テレビ）[16]
- 夢いっぱい!東京ディズニーリゾート（2009年、スカパー! ほか）
- ツボ娘（2013年4月10日、TBS）
- プレミアムグラビア #59（2013年5月、アイドル専門チャンネルPigoo）
- 革命!グラドル新党 #1 - #3（2013年7月 - 9月、アイドル専門チャンネルPigoo）
- NexT（2013年8月17日、日本テレビ）
- SUMMER NUDE（2013年9月9日、フジテレビ） - モデル 役
- 乙女の天然水（2014年7月4日、BS11）
- 真夜中のおバカ騒ぎ!（2014年8月、千葉テレビ・TOKYO MX）
- 素敵な選TAXI 第4話（2014年11月4日、フジテレビ） - TVレポーター 役
- 踊る!さんま御殿!!（2015年8月4日・9月15日・2016年2月9日、日本テレビ）
- 焼肉女子会&MORE（2015年8月 - 、BS-TBS）
- 林先生が鬼講義!女性が幸せつかむ新方程式 グサッとアカデミア〜オンナの現実学～（2016年2月13日、日本テレビ）
- 一夜づけ（2016年3月28日 - 、テレビ東京）
- ビバビバ!美バランス!骨盤運動・下半身強化にゲッタバランス（2016年5月6日、ショップチャンネル）
- 有吉反省会（2016年5月21日、日本テレビ）
- ビリヤード8（2016年7月7日、tvk）
- ダウンタウンDX（2016年8月25日、日本テレビ）
- 福辻式 寝ながら骨盤コアキュット（2016年10月17日、ショップチャンネル）
- 全力坂（2016年12月22日・2017年1月11日、テレビ朝日）
- ゴッドタン（2016年12月22日・2017年4月29日・6月2日、テレビ東京）
- 下腹スリムスイングアクティブ（2017年3月6日、ショップチャンネル）
- 良かれと思って!（2018年1月17日、フジテレビ）
- 田村淳の地上波ではダメ!絶対!（2018年1月25日、BSスカパー!）
- ABChanZoo（2018年2月24日・4月28日、テレビ東京）
- 痛快TV スカッとジャパン（2018年3月19日、フジテレビ）
- 初見さん おさわがせします!（2018年4月 - 、BSスカパー!）
- 陸海空 こんなところでヤバイバル（2019年、テレビ朝日）
- ヤバい話のHow Much?〜ヤバい法律相談〜（2019年、テレビ朝日）
- ヒストリーチャンネル（2019年9月、スカパー!）
- THE突破ファイル（2019年10月31日、日本テレビ）

### ラジオ

#### レギュラー
- 超!A&G+ デジスタ（2011年10月8日 - 2013年3月30日、超!A&G+）
- スクエニChan!（2011年10月6日 - 2012年3月29日、スクウェア・エニックス公式webラジオ）
- まだまだゴチャ・まぜっ!〜集まれヤンヤン〜（2013年4月20日 - 2014年3月29日、MBSラジオ）
- オレたちゴチャ・まぜっ!〜集まれヤンヤン〜（2014年4月5日 - 2014年4月12日、MBSラジオ）
- アッパレやってまーす! 土曜日（2020年4月24日 - 、MBSラジオ）

#### ゲスト
- A&G NEXT GENERATION Lady Go!!（2012年1月31日、超!A&G+）
- 北原沙弥香のドリョクノサイノウ♪（超!A&G+ デジスタ内包番組）（2012年、超!A&G+）
- アイドルライブ情報部（2012年10月11日・12月13日・2013年2月14日、下北FM）
- 上柳昌彦ごごばん!（2013年2月4日、ニッポン放送）
- 大竹まことゴールデンラジオ!（2013年2月5日、文化放送）
- SCHOOL NINE（2013年2月6日、JFN）
- ゴチャ・まぜっ! 火曜日（2013年2月12日、MBSラジオ）
- 田辺晋太郎あなたへバトンタッチ（2013年3月5日、文化放送）
- スクエニChan!（2013年3月7日、スクウェア・エニックス公式webラジオ）
- 夜中メイクが気になったから（2013年6月30日・7月7日、ラジオ大阪）
- みかこしのラジこし（2013年8月9日、ラジオ関西）
- YabamiRADIO（2018年4月7日、AbemaRADIOチャンネル）

### インターネットテレビ
- 渋沢一葉 feat.リネージュⅡ（2012年1月26日、あっ!とおどろく放送局）
- アイドル☆リーグ!（2012年4月2日 - 2014年3月17日、毎月第1・第3月曜日初回放送、NOTTV）
- ☆★【水着生放送】ミスFLASH2013ファイナリストお披露目会!!グラビア!（2012年11月23日、ニコニコ生放送）
- ロトナン宝くじチャンネル（2013年4月5日、ニコニコ生放送）
- ミスFLASHチャンネル（2013年6月27日、偶数週木曜日放送、マイスマTV）
- ヤングアニマルTV #1（2013年10月25日、マイスマTV）
- WOWOWぷらすと（2014年3月31日 - 、ニコニコ生放送）
- 水着でクッキング（2014年5月24日、5月31日、マイスマTV）
- 真麻の部屋へようこそ! #105 - #106（2015年11月7日・14日、NOTTV）
- 芸能㊙︎チャンネル（2016年4月19日・11月5日、AbemaTV）
- #SHIBUYAbema（2016年9月1日、AbemaTV）
- sabraTV（2016年10月21日、AbemaTV）
- TasteLive（2016年10月5日 - 11月30日、LINELIVE）
- 東京Lily DVD発売記念（2016年11月17日、SHOWROOM）
- 将棋・電王PONANZA勝てたら最高300万円!（2017年3月12日 - 、ニコニコ生放送）
- 東京Lily DVD発売記念（2017年3月21日、SHOWROOM）
- kissうぃ～ね!season2（2017年7月13日・20日・1日・9月21日、AbemaTV）
- アイドルにさせといて!（2017年11月12日 -、FRESH!）- MC
- ゴッドタン（2017年12月18日、dTV）
- ぷらすと by Paravi - ぷらすとガールズ（不定期出演）

### モバイルサイト
- ヤングチャンピオン携帯サイト バストヴィーナス（2012年6月12日配信開始）
- music.jp「美乙女マンガ通信」コラム連載（2015年10月 - 2016年3月）

### 舞台
- オサエロ（2011年8月17日 - 21日、AQUA studio） - 沢口夏子 役
- PRIDE（2011年11月16日 - 21日、AQUA studio） - 小沢彩 役
- ロンリー（2012年2月15日 - 19日、池袋・シアターグリーン BIG TREE THEATER） - 桑田弥生 役
- トラブルブックマーカー（2013年6月18日 - 23日、池袋・シアターKASSAI） - 戸倉友恵 役
- 時空警察ヴェッカー1983（2013年8月14日 - 18日、笹塚ファクトリー） - [時組]山本千鶴 役
- 天才劇団バカバッカ Vol.12 ザ・ランド・オブ・レインボウズ（2013年12月11日 - 15日、品川・六行会ホール） - 森永日乃子 役
- 劇団アイドルリーグ Vol.1 怪人養成スクール 女子部（2014年3月7日 - 9日、築地本願寺ブディストホール） - 怪人コウシー 役
- あなたを待ちながら スイート版・黒（2015年12月3日 - 6日、築地本願寺ブディストホール） - 北方律子 役

### オリジナルビデオ/DVD
- ヒロイン絶体絶命 アンドロフォース（2017年10月13日、ZENピクチャーズ） - 早乙女りあ/アンドロフォース 役
- 巨大ヒロイン（R） フレアレディ（2018年2月23日、ZENピクチャーズ） - 皇まどか/フレアレディ 役
- ヒロインピンチオムニバス22 炎聖神 ガルーディア（2018年6月22日、ZENピクチャーズ） - 不知火百花/炎聖神ガルーディア 役

### MV
- Noa 『信じてる』（2008年）
- 戸松遥 『Girls, Be Ambitious.』（2010年）
- WHITE ASH 『Xmas Present For My Sweetheart』（2013年）

### 現在の出演CM
- ライオン キレイキレイ薬用泡ハンドソープ 「みえるくん」篇 - みえるくんのママ 役
- Pokémon GO「好きなようにGOしよう篇」「ポケGOダイエット篇」「ポケGOラン篇」

### 過去の出演CM
- バンダイナムコゲームス　タッチ!ダブルペンスポーツ
- 味の素　ほんだし
- 日本郵便
- 任天堂
- 帝人ナカシマメディカル ブランディングムービー 「新たな一歩」
- ガンホー・オンライン・エンターテイメント
- アイリスオーヤマ　丸形LEDランプ　「CHANGE LED」篇
- クリクラ　ムービー「お母さんとクリクラ」編
- Bitflyer
- キッコーマン　我が家は焼肉屋さん
- ニッポンレンタカー　Let'sレン活篇
- スクウェア・エニックス　ドラゴンクエストX『冒険者たちのきせき』一夜限りの360秒 TVCM
- 富士通　スマートフォン arrows NX F-01K　webCM
- ライズTOKYO　ディズニー・スリープ ウェア　webCM

### カタログ
- ヤサカ

### 映画
- ハッピーメール（2018年）- 栗本美沙 役

## 作品

### イメージDVD
- 誰よりも好き（2012年1月27日、竹書房）
- ミスFLASH2013 池田裕子（2013年4月19日、イーネット・フロンティア）
- 池田裕子/まだ誰のものでもありません（2016年11月24日、イーネット・フロンティア）[17]
- 池田裕子/成熟未満（2017年3月23日、イーネット・フロンティア）
- 恋愛ごっこ （2020年7月20日、ラインコミュニケーションズ）
- 甘い記憶（2021年3月26日、スパイスビジュアル）[18]

### CD
- 哀愁のゴトカット -アイドル☆リーグ!番組テーマソング- （2013年1月31日、アミュージックパーティー）
- 麹町南大会議室 （2014年2月26日、アミュージックパーティー）

### 企画CD
- 超!A&G+ デジスタ コミケCD（2013年3月2日）
- みかこしのラジこし ラジこCD 第1夜（2013年8月10日先行発売開始、表紙絵を担当）
- みかこしのラジこし ラジこCD 第2夜（表紙絵を担当）

### DVD
- 池田武央のオフィシャル取材奇行 かごめかごめ降霊（2015年12月4日、楽創舎）